# 윤준성 (배우)
윤준성(1982년 9월 2일 ~ )은 대한민국의 배우이다.

## 학력
- 홍익대학교 컴퓨터학과

## 출연작

### 영화
- 《연명》 (2016년) - 에디 윤 역
- 《도마 안중근》 (2004년) - 학생 2 역

### 드라마
- 《이몽》 (MBC, 2019년) - 기무라 역
- 《비밀과 거짓말》 (MBC, 2018년) - 김민규 역
- 《사임당, 빛의 일기》 (SBS, 2017년) - 이후 역
- 《마녀의 연애》 (tvN, 2014년) - 송영식 역
- 《고봉실 아줌마 구하기》 (TV조선, 2011년) - 박재수 역
- 《신의 퀴즈 2》 (OCN, 2011년) - 흥신소 직원 역
- 《시티헌터》 (SBS, 2011년) - 고기욱 역